# Drzewce (kolonia w województwie lubuskim)
Drzewce – kolonia w Polsce, położona w województwie lubuskim, w powiecie sulęcińskim, w gminie Torzym przy linii kolejowej nr 3 Warszawa Zachodnia – Kunowice.
W latach 1975–1998 miejscowość administracyjnie należała do województwa zielonogórskiego.